# 蜷川氏
蜷川氏（にながわし）は、日本の氏族の一つ。宮道弥益の後裔親直が越中国新川郡蜷川に住して、その地名を家名とした。本姓は、景行天皇または日本武尊、吉備武彦の後裔、宮道ノ別らから始まる宮道氏。
平安中後期院政、藤原光子のころより閑院流・勧修寺流一門が越中を本所とし、国司に任じられると一門縁者の宮道氏が国務の運営に越中に赴いたことにはじまる。鎌倉幕府では源頼朝の旗揚げに組し、室町幕府では伊勢氏と結んで政所代を務めた。また、江戸幕府旗本や他寺社に仕える者などがあり、明治維新を経る。
平安前期の宮道弥益は、勧修寺の礎。また、弥益の母は和邇（大宅）氏で、蜷川氏は物部氏の流れを汲むともする。

## 概要

### 平安時代・鎌倉時代
平安時代後期に越中国は、皇室と結ばれた閑院流と勧修寺流が本家・本所とし、国司の越中守などに任じられると、勧修寺流一門葉の宮道氏の者が国務の運営に赴いたのが蜷川氏のはじまりである。
平安前期、宇治山科の勧修寺流の基、藤原高藤は、宮道弥益の姉または娘を妻とし、その子女の胤子は宇多天皇の妃、醍醐天皇の母となり、皇室の外戚となる。弥益邸を勧修寺としたことから、高藤の後裔は藤原定方を祖として勧修寺流となった。これを継ぐ平安後期の藤原隆方の娘の光子は、白河上皇の従弟、閑院流藤原公実に嫁いだ。閑院流はさらに重ねて堀河天皇、鳥羽天皇他の外戚を出して、光子が両天皇の乳母を務めたことから勧修寺流は閑院流に次いで権勢を得て、光子の兄、藤原為房は院司となった。越中国は、閑院流が、（光子の継）子の三条実行が高野荘を、孫の徳大寺公能が利波郡と婦負郡を、勧修寺流は、甥の藤原顕隆が新川郡らの本家・本所となると、為房は、光子の子ら閑院流西園寺通季ら他一門にたびたび国司の越中守などを担わせ、宮道氏の者を越中に赴かせて実務に当たらせた。政務を代行し、また、預所や荘官の指揮管理、米など年貢・公事を水路（宮河鵜坂―北前―琵琶湖大津）で都へ届けさせた。
はじめ新川郡大田荘黒崎胤田に拠り、在地化した者が大田氏である。大田宮道式宗から後に別れた蜷川宮道親直らが、平安末期に源頼朝の旗揚げに参じて功を上げたとし、新川郡と利波郡などを所領して鎌倉幕府の御家人であるとした。のちの地頭に土肥氏、椎名（千葉）氏らが入るが、蜷川氏は蟠根寺をもう一つの拠点とし、丹波国船井郡桐野河内に本所を得て遷り、室町期に躍進して盛り返した。管領畠山氏ら越中守護が越中を遊佐氏、神保氏、椎名氏ら守護代に任せる中、蜷川氏は家臣化や豪族化した者、他寺社などの者らも越中に留まった。

### 室町時代
室町幕府において、初代将軍足利尊氏の生母、上杉清子は勧修寺流の支流であり、また醍醐天皇にもつながる将軍家へ、蜷川氏が乳母を出した。蜷川親心から数えて3代目の蜷川親当（後の智蘊）の頃より政所代を世襲して京に上った。政所執事を世襲した伊勢氏と結んで門葉化したことによるものである。
室町時代末期、蜷川親順が、娘を美濃の斎藤利賢に嫁がせたことから斎藤氏、石谷氏の外戚、長宗我部氏の縁者となり、また斎藤道三は娘らを斎藤利三、伊勢貞良に嫁がせたことから、これにより蜷川もまた明智氏の縁者ともなる。しかし、主君である将軍足利義輝を失った蜷川親世は零落し、親世は最初に大宝寺氏の家臣・土佐林禅棟へ出羽下向を打診、そして出奔して出羽国寒河江荘へ落ち、出羽国村山郡で没した。『蜷川家文書』には出羽の国人である白鳥長久を応対していることからも、出羽に深いつながりがあることが窺われ、当時の蜷川氏は出羽国の国人の取次であった可能性がある。なお、親世の嫡子蜷川親長らは、土佐国の長宗我部元親（親長義弟かつ室は親長の従妹）のもとへ落ちのびた。
また、丹波を領した明智光秀に重臣、斎藤利三（光秀義従弟、親長義兄かつ従弟）がおり、伊勢貞興も光秀の家臣になるとともに蜷川貞栄・貞房父子ら一族も光秀に仕えたが、山崎の戦いで斎藤氏が討たれ、明智氏が滅亡した。そこで、長宗我部元親のもとへ落ちのびた一族もおり、丹波で暮らし続けた一族もいる。

### 江戸時代
土佐国の長宗我部氏の元に身を寄せていた蜷川親長であったが、慶長5年（1600年）の関ヶ原の戦い後に長宗我部氏は改易され、徳川方の使者によって浦戸城が接収されることとなった。これに対し、国人らが蜂起して城に立て籠もり、受け渡しを拒否した。親長は嫡子親満、長宗我部盛親の家臣らと共に一揆方と戦って城を落とし、徳川方に城を受け渡した。その後、親長は大坂で徳川家康に拝謁し、慶長7年（1602年）に山城国綴喜郡内で500石を給されて旗本として取り立てられ、御伽衆となった。
親長から5代後の親文は、寛政8年（1796年）に将軍継嗣であった徳川家慶附属の御側御用取次となり、順次加増を受けて5,000石の大身旗本となった。親文以後も幕府要職を歴任し、親賢の代で明治維新に至った。
親賢の子蜷川新は、明治から昭和にかけて国際法学者として活躍した。

## 支流

### 東寺公人蜷川家
蜷川親俊の次子貞繁の子孫で、江戸時代には東寺公人（あるいは惣寺代官）を勤めた。幕末から明治期の当主蜷川式胤は明治初年に政府制度調査御用掛、後に内務省博物局御用掛となり、美術史の分野で活躍した。「山城国京都蜷川家文書」はこの家系に伝わった文書群である。

### 旗本蜷川親煕家
蜷川親俊の弟蜷川親章が別家を立てたことに始まる。親章から10代目の蜷川親煕が館林徳川家に右筆として召し出され、後に幕臣へ転じた（知行700石）。親煕の没後、嫡子親英が500石を相続し、次男親和に200石が分知され、両家とも幕府右筆を勤めたが、親和系は親和の孫・親寿の代で右筆からは離れている。国文学研究資料館の「武蔵国江戸蜷川家文書」は、親英家に伝わった資料である。

### 尾張藩蜷川家
蜷川親長の子で蜷川親満の弟、美作（入道休意）の家系。親長と親満は土佐の長宗我部氏のもとに下向したが、美作は同行せず北条氏康に仕えた。北条氏滅亡後、美作の子親成が清洲藩主松平忠吉に仕え、忠吉死後は徳川義直に仕えた。

### その他
- 足利義昭に仕えた蜷川親貞は、義昭が毛利氏を頼った後に家臣化し、蜷川秋秀、蜷川元親、蜷川元勝と続き、長州藩士として続いた。[要出典]
- 親光山蜷川寺（富山市、浄土真宗本願寺派）の蜷川家。蜷川親当の孫親貞（善西）が蓮如に帰依して開寺[8]。
- 北海山称永寺（滑川市、真宗大谷派）の蜷川家。蜷川新右衛門尉政成（浄念。系譜不詳）が実如に帰依して開寺[9]。

## 所領
- 越中国新川郡大田荘、堀江荘、および婦負郡宮河荘 - 黒崎胤田、現在の富山市黒崎種田遺跡を中心に、この南に蜷の川から蜷川、蜷川館跡に菩提寺の最勝寺が現在も建つ。種田の東に吉岡、西に萩原、北に黒瀬。
- 越中国利波郡吉岡荘 - 大田荘吉岡の者が移したもの。
- 南丹市園部町高屋地区寺・谷口 - 室町・戦国時代の蜷川氏の所領。蜷川城（菩提寺である蟠根寺にちなみ蟠根寺城、地区にちなみ高屋城とも）があった。

## 蜷川新右衛門について
蜷川氏の当主は代々新右衛門と名乗っている。

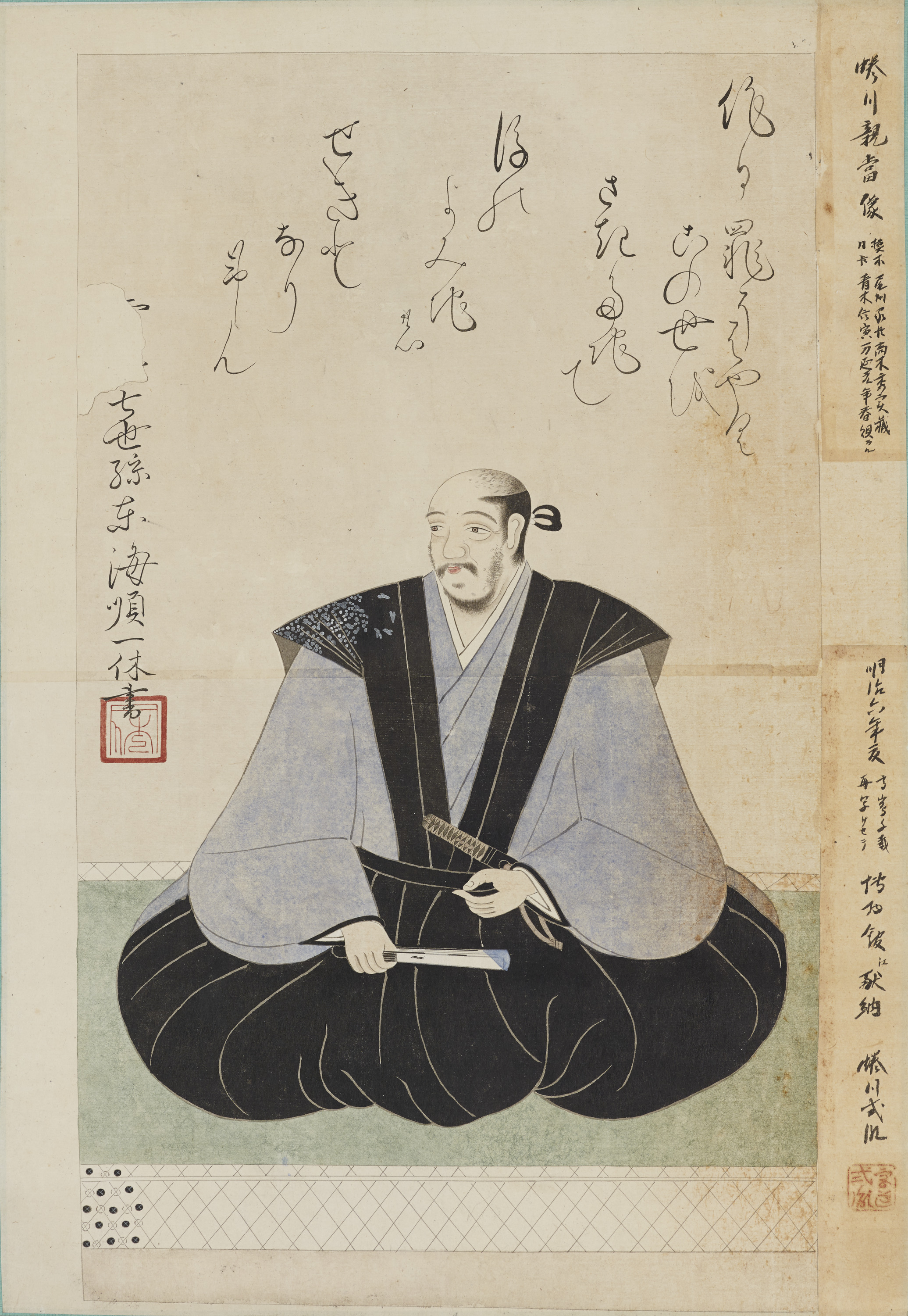
蜷川親当像（高島千載模、東京国立博物館所蔵）

「蜷川新右エ門」という名前は、テレビアニメ『一休さん』（1975年 - 1982年）に登場するキャラクターの名前として有名である。新右エ門は足利義満の側近で寺社奉行の武士という設定であった。新右エ門は蜷川親当がモデルとされる。親当の嫡子である蜷川親元が記した『親元日記』や一休が記した『狂雲集』には、親当と一休の交流（禅問答など）が綴られている。なお、親当が仕えたのは足利義教であり、室町幕府には「寺社奉行」という役職はなく、一休と師弟関係になったのも親当が出家して智蘊と名乗ってからであるなど、史実とアニメは大きく異なる。
また、親当（智蘊）の叔父で蜷川親心の孫である伊勢貞行は、義満の側近であるが、貞行も新右エ門のモデルとされる。